# سفارة المملكة المتحدة في آيسلندا
سفارة المملكة المتحدة في آيسلندا هي أرفع تمثيل دبلوماسي لدولة المملكة المتحدة لدى آيسلندا. تقع السفارة في ريكيافيك وهي تهدف لتعزيز المصالح البريطانية في آيسلندا.

## وصلات خارجية
- الموقع الرسمي
- قائمة سفارات المملكة المتحدة
- قائمة السفارات في آيسلندا